# De Grotzepuur
De Grotzepuur ist ein 1975 entstandener Film von Mark M. Rissi mit Walo Lüönd, Schaggi Streuli, Jörg Schneider und Valerie Steinmann. 

## Handlung
Der Film handelt von einem älteren Bauern, der aus Profitmaximierung Hühner und Schweine auf tierquälerische Art hält. Der «Grotzenbauer» – ein Bauer, der auf dem «Grotzen» – ein Flurname – seinen Hof hat, erleidet verschiedene Misserfolge. Er kommt mit der Technik nicht zurecht; seine Schweine ersticken im unbelüfteten Stall. Sein Sohn und dessen Frau sind tief entrüstet, wie er die Tiere behandelt. Die Fehlschläge bringen ihn um sein Vermögen; seine Habe wird versteigert. Fortan verbringt er sein Leben als Alkoholiker in einer Sozialwohnung.

## Entstehungsgeschichte
Rissi ist heute Präsident des Schweizer Tierschutzes STS; der gleiche Verband hat damals den Film finanziert.  Die porträtierte Tierhaltung ist in der Schweiz heute verboten. Teile des Soundtracks des Films wurden 1975 von CBS Records als Vinyl-Single veröffentlicht.